# Архимандрит Серафим (Алексијев)
Серафим Алексијев (буг. Серафим Алексиев; Горњи Вронд, 9. фебруар 1912 — Софија, 13. јануар 1993) био је познати бугарски теолог, црквени писац и песник.

## Биографија
Архимандрит Серафим Алексијев, световног имена Стојан Георгијев Алексијев, родио се 25. фебруара 1912. године у месту Горњи Броди (Грчка) као најмлађи син у многочланој породици сиромашних родитеља. Још од ране младости одликовао се ретком побожношћу.
Током балканских ратова његова породица се преселила у Софију. У Софији са одличним успехом завршава православну богословију а 1934. године уписује теолошке студије на старокатоличком богословском факултету у Берну (Швајцарска) , где је добио диплому доктора теологије одбраном тезе „Смисао захтевâ Исуса Христа у проповеди на гори“ (173 странице, студија је објављена на немачком језику 1938. године у Софији).
После завршених студија постављен је за предавача на богословији у Пловдиву а касније и на софијској богословији. У том периоду се упознао са Серафимом Собољевом, архиепископом богучарским Руске заграничне цркве задуженим за руске избегличке парохије у Бугарској (од 1945. архиепископ Серафим је јерарх Московске патријаршије), који ће својим конзервативизмом силно утицати на младог теолога и тиме умногоме одредити смер његове касније црквене каријере.
У Софији се 3. фебруара 1940. године замонашио са именом Серафим, у част на спомен Светог Серафима Саровског. На Благовести 1943. је рукоположен за свештеника и тада почиње са својом широком друштвеном делатношћу. Од 1945-1947. године јеромонах Серафим Алексијев служи као протосинђел у Сливенској митрополији БПЦ. Године 1947. унапређен је у чин архимандрита и премештен у Софију ради постављења на дужност начелника културно-просветног одела при Светом синоду БПЦ. На овој дужности архимандрит Серафим је неуморно деловао на многим пољима црквене просвете: организује пастирске инструктивне курсеве за свештенике, држи проповеди и објављује мноштво публикација.
Године 1960. архимандрит Серафим је постављен за предавача на катедри за догматско и морално богословље на Духовној академији "Свети Климент Охридски" у Софији. Као универзитетски наставник истакао се жестоким критикама екуменизма и реформи унутар православља, потврдивши се као доследан ученик руског архиепископа Серафима Собољева (+1950).

## До 1993. године
Након што је 18. јула 1968. године Свети синод БПЦ објавио посланицу у којој се верницима саопштава о црквеном преласку на нови календар од 20. децембра 1968, архимандрити Серафим (Алексијев), Сергије (Јаџијев), Пантелејмон (Старицки), јеромонах Серафим (Дмитријевски), игуманија Серафима (кнегиња Ливен) и целокупно сестринство манастира „Покров Пресвете Богородице“ из софијског кварта Књажево, једини су изразили јавни протест.
Архимандрит Серафим Алексијев је након тога смењен са свих дужности, али не и рашчињен. Заједно са истомишљеницима повлачи се у манастир „Покров Пресвете Богородице“ у Софији. Након тога поменути манастир је имао проблема у односу са Светим синодом БПЦ (забрана манастиру да израђује и продаје свеће, иконе и др.), и управа манастира се обраћа за помоћ Руској заграничној цркви, која нуди своју помоћ око финансирања манастира. Због страха комунистичких власти да не би дошло до интернационализације овог проблема и нарушавања имиџа Бугарске у свету, исте власти врше притисак на врх БПЦ да ублажи свој однос према манастиру. Тако се десило да са дозволом бугарског патријарха Максима, у манастиру су се богослужења и даље обављала према старом календару и уз литургијско помињање бугарског патријарха, али „иза затворених врата“ (без присуства јавности). Иако ограничен недржањем проповеди, архимандрит Серафим и даље наставља друштвено деловати писањем и објављивањем својих радова.
Неколико недеља пре смрти архимандрита Серафима Алексијева 13. јануара 1993. године, поменути манастир „Покров Пресвете Богородице“ се одвојио од Бугарске патријаршије и постао средиште Бугарске старокалендарске цркве, коју предводи епископ Фотије Сиромахов, ученик и васпитаник архимандрита Серафима Алексијева.
Упркос његовом каснијем деловању, архимандрит Серафим Алексијев остао је цењен унутар Бугарске православне цркве због његовог великог доприноса црквеној просвети. Његова дела Бугарска патријаршија и данас често прештампава, нарочито његов катихизис „Наша вера“.